# Тибет (фирма)
ИЧП «Тибет», а также АО «Тандем» и другие фирмы различной организационно-правовой формы — группа компаний, действовавших в 1991—1994 годах в России, которую основал Владимир Юрьевич Дрямов. Деятельность компаний имела признаки финансовой пирамиды, от которой, по данным следствия, пострадало порядка 200 000 человек, понёсших ущерб в 17 234 238 тыс. неденоминированных рублей.

## Основание
Владимир Дрямов родился в Петропавловске-Камчатском, окончил Хабаровский педагогический институт. По свидетельству друзей, Дрямов, увлекавшийся экстрасенсорикой и народной медициной, имел талант воздействовать на людей. В начале 1991 года Дрямов переезжает в Москву; тогда же он заканчивает школу народной медицины и курсы риелторов. В ноябре 1991 года он открывает в Дубне свою первую фирму — ТОО «Тибет». Предприятие специализировалось на сборе лекарственных трав, к которому привлекались местные пенсионеры и школьники. Добытые средства позволили предпринимателю купить торговую палатку и промтоварный магазин; несмотря на долги, со временем он смог купить себе подержанную машину «Audi». Позже в Дубне Дрямов организовывал творческие вечера известных артистов, спонсировал международную школу «Диалог», медицинское учреждение и местный хор мальчиков, а в 1994 году организовал бизнес-школу «Тибет», где за свой счёт выплачивал стипендии и оплачивал проживание.

## Финансовая пирамида
Дрямов открывал в 1991—1993 гг. различные фирмы в Дубне и Москве, связанные договорами о совместной деятельности. В их числе было АОЗТ «Тандем», которое с 1993 года открыло семь приёмных пунктов для денег вкладчиков, которым выплачивалось по 30 % вклада в месяц. 31 декабря 1993 года по телевидению впервые прошла реклама «Тибета», и с этого момента, по словам бывших сотрудников «Тандема», «деньги потекли рекой», так что бухгалтерия первое время не справлялась с потоком. Деньги вкладывались в недвижимость, в акции бывших советских предприятий, а в основном шли на выплаты вкладчикам. Вклады росли в геометрической прогрессии, однако выплаты требовалось наращивать ещё быстрее. Кроме того, вкладчики были напуганы ситуацией с «МММ» и заявлениями Центробанка о ненадёжности частных структур. В итоге 25 августа «Тандем» перестал выдавать деньги. 30 августа по заявлениям заимодавцев милиция возбудила против Владимира Дрямова дело о мошенничестве, но он к тому времени скрылся, назначив и. о. президента «Тибета» брата Сергея. Значительная часть руководства структур «Тибета» также бежала, предположительно, со значительными суммами денег.

## Компенсации и суд
В сентябре 1994 года по требованию вкладчиков Сергей Дрямов передал для выплаты особо нуждающимся гражданам 600 млн рублей, однако дошло до них только 50 млн. Были созданы различные объединения по защите прав вкладчиков; одна из групп, под предводительством Владимира Воронина, в октябре 1994 года захватила офис «Тибета» и вынесла оттуда оргтехнику и содержимое сейфов, при этом были захвачены в заложники два милиционера и корреспондент. Возникли сложности с доказательством того, что объекты, в которые были вложены деньги «Тандема»/«Тибета», действительно имеют к нему отношение; только два объекта недвижимости были переданы комиссии для компенсации вкладчикам. При этом Сергей Дрямов, получив управление, начал уводить из фирмы активы.
В 1997 году Владимир Дрямов был арестован в Греции за угон автомобиля. Отбыв срок в 18 месяцев, был экстрадирован в Россию, где 9 июня 2001 года был приговорен Басманным судом к 15 годам тюрьмы; в мае 2002 года Мосгорсуд смягчил ему приговор до девяти лет, а также отменил приговор в части компенсации им материального ущерба.